# Dự Thân vương

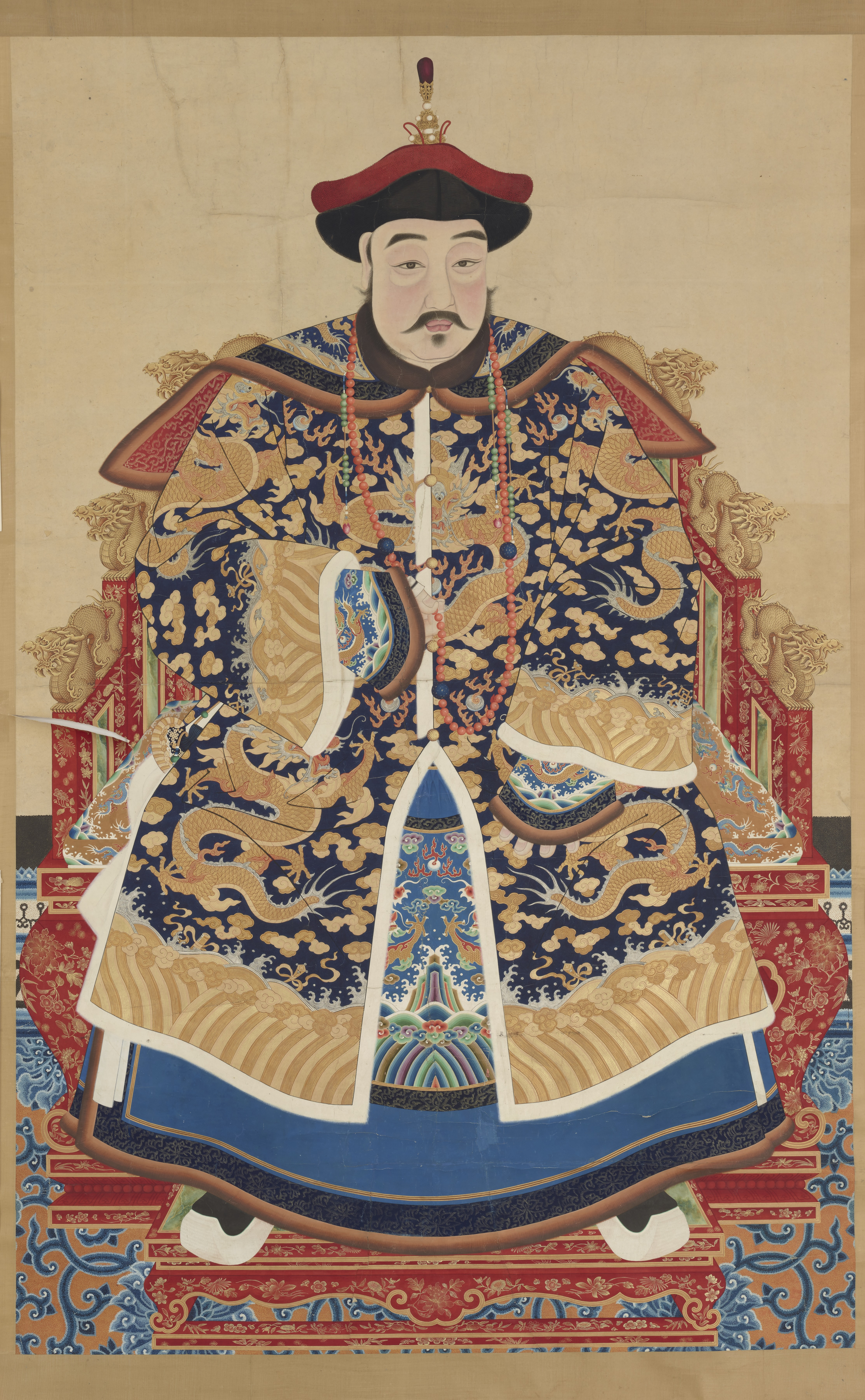
Đa Đạc - thủy tổ của Dự vương phủ

Hoà Thạc Dự Thân vương (chữ Hán: 和碩豫親王; tiếng Mãn: ᡥᠣᡧᠣᡳ
ᡝᡵᡴᡝ
ᠴᡳᠨ ᠸᠠᠩ, Möllendorff: Hošoi erke cin wang, Abkai: Hoxoi erke qin wang) là tước vị Thân vương thế tập truyền đời nhà Thanh trong lịch sử Trung Quốc. Do được ban ân con cháu tập tước không bị giáng vị, Dự Thân vương trở thành một trong Thiết mạo tử vương.

## Khái quát
Năm Sùng Đức nguyên niên (1636), con trai thứ mười lăm của Nỗ Nhĩ Cáp Xích là Đa Đạc được Thanh Thái Tông Hoàng Thái Cực phong làm Dự Thân vương.
Con trai ông là Đa Ni tập tước, cải thành Tín Thân vương (信親王), năm 1652 bị giáng xuống Tín Quận vương (信郡王). Trong những năm Càn Long, phục lại hào vị Dự Thân vương, cho phép thế tập võng thế, trở thành một trong bát đại Thiết mạo tử vương của nhà Thanh. Tổng cộng truyền thừa qua 10 thế hệ, có 9 vị Dự Thân vương và 5 vị Tín Quận vương.

### Ý nghĩa phong hiệu
Phong hiệu ["Dự"] của Đa Đạc, Mãn văn là 「erke」, âm dịch là "Ngạch Nhĩ Khách" (额尔克), ý là "Hùng tráng", "Kiên cường". Về sau phong hiệu đổi thành ["Tín"], Mãn văn là 「akdun」, ý là "Cường tráng", "Thành thật".

### Chi hệ
Đa Đạc có tổng cộng 8 người con trai, ngoại trừ trưởng tử Châu Lan, tam tử Ba Khắc Đồ tuyệt tự, còn lại 6 chi mạch (phòng) truyền thừa xuống:
- Tứ phòng Sát Ni, nguyên được phong Bối lặc, bị cách tước vào thời Khang Hi, hậu duệ trở thành Nhàn tản Tông thất.
- Ngũ phòng Đa Nhĩ Bác, nguyên là con thừa tự của Duệ Trung Thân vương Đa Nhĩ Cổn, sau vì Đa Nhĩ Cổn bị hoạch tội mà cách tước quy tông. Trước khi Đa Nhĩ Cổn được sửa lại án sai vào năm Càn Long thứ 43 (1778), hậu duệ của Đa Nhĩ Bác từng trở thành Đại tông của Dự vương phủ một lần, chính là Tín Quận vương (Duệ Khác Thân vương) Như Tùng. Đến năm 1778 Càn Long Đế giải oan cho Đa Nhĩ Cổn, hậu duệ của Đa Nhĩ Bác khôi phục thân phận nối dõi của Duệ vương phủ, thoát khỏi tông chi của Dự vương phủ. Nhưng cũng vì Như Tùng từng thừa kế Đại tông của Dự vương phủ một lần mà quan hệ giữa hai bên đặc biệt mâu thuẫn.
- Lục phòng Trát Khắc Đồ, hậu duệ trở thành Nhàn tản Tông thất.
- Thất phòng Đổng Ngạch, một thời gian ngắn kế thừa Đại tông, sau lại khôi phục thân phận Tiểu tông của Dự vương phủ. Đến sau thời Càn Long thì hậu duệ trở thành Nhàn tản.
- Bát phòng Phí Dương Cổ, nguyên được phong Phụng ân Phụ quốc công, bị cách tước vào thời Khang Hi, hậu duệ phần lớn đều thành Nhàn tản. Tuy nhiên con trai thứ năm của ông là Chiêm Bố bị Càn Long phái đến Thịnh Kinh coi sóc Tam lăng, được ban một chức Phụng ân Tướng quân, được thế tập võng thế, trở thành một Tiểu tông.

Đại tông do thứ tử Đa Ni kế thừa, thất tử Đổng Ngạch từng tập tước Đại tông, sau đó hậu duệ cũng trở thành Nhàn tản Tông thất.

### Địa vị
Đa Đạc là đích tử nhỏ tuổi nhất của Thái Tổ Nỗ Nhĩ Cáp Xích, dưới sự ảnh hưởng của theo chế độ "con út thừa kế" trước khi nhập quan, trên thực tế lại được Nỗ Nhĩ Cáp Xích để lại Tá lĩnh sau khi qua đời, vì vậy địa vị của Đa Đạc không hề tầm thường. Cũng chính vì như vậy, sau khi Hoàng Thái Cực kế vị, thực lực và địa vị của Dự vương phủ luôn bị Hoàng đế làm cho suy yếu, cho dù là thời kỳ Duệ Thân vương Đa Nhĩ Cổn chấp chính thì cũng chỉ là giữ vững được lực lượng của Dự vương phủ, cũng không có tăng thêm. Sau triều Thuận Trị, Duệ vương phủ và Dự vương phủ bị buộc lại với nhau, thực lực lại càng thêm suy yếu, trở thành Kỳ phân đầu tiên có Hoàng tử phong vương phân vào. Tình huống này đến năm 1778, Đa Nhĩ Cổn được Càn Long Đế sửa lại án sai thì có giảm bớt, tuy nhiên Kỳ quyền lúc đó của Dự vương phủ cũng đã không còn nhiều.

### Kỳ tịch
Kỳ tịch của một mạch Dự vương phủ biến động khá lớn, liên quan đến những lần đổi Kỳ thời Thanh sơ. Đa Đạc là đích tử nhỏ tuổi nhất của Thái Tổ Nỗ Nhĩ Cáp Xích, nhận được 15 Tá lĩnh (một nửa Kỳ) của Tương Hoàng Kỳ do đích thân Thái Tổ thống lĩnh, trở thành "Tiểu Kỳ chủ" của Tương Hoàng kỳ. Đây cũng là trường hợp duy nhất Tương Hoàng kỳ có Kỳ chủ không phải là Đại Hãn (Hoàng đế). Căn cứ vào chế độ con út kế thừa trước khi nhập quan, sau khi Thái Tổ qua đời, Đa Đạc được nhận hoàn chỉnh 30 Tá lĩnh của Tương Hoàng kỳ, trở thành Đại Kỳ chủ thống lĩnh toàn bộ Tương Hoàng kỳ.
Thái Tông lên ngôi, tiến hành đổi Kỳ lần đầu tiên, đổi hai kỳ Bạch - Hoàng cho nhau, Đa Đạc trở thành Đại Kỳ chủ của Chính Bạch kỳ. Sau khi Thái Tông mất, Đa Nhĩ Cổn tiến hành cải biên Lưỡng Bạch kỳ, Đa Đạc và A Tế Cách cùng chia nhau Tương Bạch kỳ. Đa Đạc trở thành Đại Kỳ chủ của Tương Bạch kỳ, A Tế Cách là Tiểu Kỳ chủ.
Lần cuối cùng đồi Kỳ chính là sau khi Đa Đạc qua đời, Đa Nhĩ Cổn đem Đa Ni nhập vào Chính Lam kỳ. Vì vậy, một mạch Dự vương phủ thuộc về Chính Lam kỳ.
Cụ thể, một chi Dự Thân vương chiếm giữ Chính Lam kỳ Đệ tam tộc và Đệ tứ tộc, trong đó tứ phòng Sát Ni, ngũ phòng Đa Nhĩ Bác, lục phòng Trát Khắc Độ, và thất phòng Đổng Ngạch thuộc Đệ tam tộc, còn lại Nhị phòng Đa Ni và bát phòng Phí Dương Cổ thuộc Đệ tứ tộc.

### Danh sĩ
Có tiếng nhất trong Dự vương phủ đều là những Thân vương thường xuyên lãnh binh thời Thanh sơ. Ngoài ra, tương đối nổi danh có ba chi "thứ lưu", là Khoa cử Thế gia.
Lân Thư (麟书), tự Hậu Phủ (厚甫), hiệu Chi Am (芝葊), là con trai của Viên ngoại lang Thiện Tuần (善循) - con trai thứ tư của Dĩ cách Dự Thân vương Dụ Phong, năm Đạo Quang thứ 29 (1849) đậu Văn Cử nhân, năm Hàm Phong thứ 3 (1853) đậu Văn Tiến sĩ. Về sau lần lượt đảm nhiệm Nội các Học sĩ, Lý phiên viện Hữu Thị lang, Phó Đô thống Hán quân Tương Lam kỳ, Hộ bộ Tả Thị lang. Đến thời Quang Tự thì làm quan đến Lại bộ Thượng thư, Võ Anh điện Đại học sĩ, Đô thống Mông Cổ Chính Hồng kỳ. Sau khi qua đời được truy thụy "Văn Thuận" (文慎), được đưa vào thờ trong Hiền Lương từ.
Côn Cương (崑岡), hiệu Tiêu Phong (筱峰), là hậu duệ của Thị vệ Thường Hách (常赫) - con trai thứ chín của Sát Ni - con trai thứ tư của Đa Đạc, năm Hàm Phong thứ 4 (1854) đậu Văn Cử nhân, năm Đồng Trị nguyên niên (1862) đậu Văn Tiến sĩ. Về sau lần lượt đảm nhiệm Nội các Học sĩ, Binh bộ Tả Thị lang, Tả đô Ngự sử, làm đến Công bộ Thượng thư, Văn Uyên các Đại học sĩ. Sau khi qua đời được truy thụy "Văn Đạt" (文达).
Một nhà Thụ Khánh (受庆). Thụ Khánh là hậu duệ của Phụng ân Tướng quân Hoa Linh (华龄) - con trai thứ hai của Dự Khác Thân vương Đức Chiêu, năm Đạo Quang thứ 2 (1822) đậu Văn Tiến sĩ, làm quan đến Phó đô Ngự sử. Thụ Khánh có 3 con trai đều nhờ Khoa cử ra làm quan:
1. Khuê Cảnh (奎景), đậu Văn Cử nhân năm Hàm Phong thứ 2 (1852), làm quan đến Chủ sự.
2. Khuê Nhuận (奎润), đậu Văn Tiến sĩ vào năm Đồng Trị thứ 2 (1863), làm quan đến Thượng thư.
  - Con trai: Bảo Minh (宝铭), đậu Văn Tiến sĩ năm Quang Tự thứ 21 (1894), làm quan đến Thủ hộ Đại thần.
3. Khuê Úc (奎郁), đậu Văn Tiến sĩ năm Đồng Trị thứ 13 (1874), làm quan đến Thị độc Học sĩ.
  - Con trai: Bảo Hi (宝熙), đậu Văn Tiến Sĩ năm Đồng Trị thứ 18 (1878), làm quan đến Lễ bộ Thị lang.

Một nhà sáu người đều đề bảng Khoa cử, trong đó 5 Tiến sĩ, 1 Cử nhân, có thể nói là gia đình khoa cử mạnh nhất trong Tông thất nhà Thanh.

### Khoa cử
Hậu duệ của Đa Đạc, trong suốt triều Thanh, có tất cả 11 Văn Tiến sĩ, 4 Văn Cử nhân, 4 Phiên dịch Cử nhân, còn có một đặc ân Cử nhân. Là một tông chi có truyền thống Khoa cử tương đối nổi danh trong Tông thất. Một chi của Đa Ni có 8 Văn Tiến sĩ, 2 Văn Cử nhân, 3 Phiên dịch Cử nhân. Hậu duệ của Sát Ni có 1 Văn Tiến sĩ, 1 Văn Cử nhân. Hậu duệ của Đổng Ngạch có 2 Văn Tiến sĩ, 1 Văn Cử nhân. Hậu duệ của Phí Dương Cổ có 1 Phiên dịch Cử nhân.
| Chi hệ       | Tên                  | Tự bối | Học vị             | Khoa thi  | Khoa thi | Làm quan đến            |
| Chi hệ       | Tên                  | Tự bối | Học vị             | Triều     | Năm      | Làm quan đến            |
| ------------ | -------------------- | ------ | ------------------ | --------- | -------- | ----------------------- |
| Đa Ni        | Lân Thư (麟书)       | Dịch   | Văn Tiến sĩ        | Hàm Phong | 1853     | Võ Anh điện Đại học sĩ  |
| Đa Ni        | Thạc Tế (硕济)       | Dịch   | Văn Tiến sĩ        | Đồng Trị  | 1871     | Chủ sự                  |
| Đa Ni        | Bảo Thanh (保清)     | Dịch   | Văn Tiến sĩ        | Đạo Quang | 1833     | Thị giảng Học sĩ        |
| Đa Ni        | Thụ Khánh (受庆)     | Dịch   | Văn Tiến sĩ        | Đạo Quang | 1822     | Phó đô Ngự sử           |
| Đa Ni        | Khuê Úc (奎郁)       | Tái    | Văn Tiến sĩ        | Đồng Trị  | 1874     | Thị độc Học sĩ          |
| Đa Ni        | Khuê Nhuận (奎润)    | Tái    | Văn Tiến sĩ        | Đồng Trị  | 1863     | Thượng thư              |
| Đa Ni        | Bảo Hi (宝熙)        | Phổ    | Văn Tiến sĩ        | Đồng Trị  | 1878     | Lễ bộ Thị lang          |
| Đa Ni        | Bảo Minh (宝铭)      | Phổ    | Văn Tiến sĩ        | Quang Tự  | 1894     | Thủ hộ Đại thần         |
| Đa Ni        | Sùng Phổ (崇溥)      | Tái    | Văn Cử nhân        | Đồng Trị  | 1867     | Viên ngoại lang         |
| Đa Ni        | Khuê Cảnh (奎景)     | Tái    | Văn Cử nhân        | Hàm Phong | 1852     | Chủ sự                  |
| Đa Ni        | Thuần Quý (纯贵)     | Miên   | Phiên dịch Cử nhân | Gia Khánh | 1804     | Ngự sử                  |
| Đa Ni        | Hàm Đình (咸廷)      | Miên   | Phiên dịch Cử nhân | Gia Khánh | 1822     | Chủ sự                  |
| Đa Ni        | Phú Xương (富昌)     | Dịch   | Phiên dịch Cử nhân | Gia Khánh | 1802     | Bút thiếp thức          |
| Sát Ni       | Côn Cương (崑岡)     | Dịch   | Văn Tiến sĩ        | Đồng Trị  | 1862     | Văn Uyên các Đại học sĩ |
| Sát Ni       | Cát Luân (吉纶)      | Vĩnh   | Văn Cử nhân        | Gia Khánh | 1816     | Không xuất sĩ làm quan  |
| Đổng Ngạch   | Anh Thụ (英绶)       | Dịch   | Văn Tiến sĩ        | Đạo Quang | 1835     | Đạo viên                |
| Đổng Ngạch   | Hải Minh (海明)      | Phổ    | Văn Tiến sĩ        | Quang Tự  | 1894     | Hậu bổ Chủ sự           |
| Đổng Ngạch   | Kinh Vũ Lặc (经武勒) | Dịch   | Văn Cử nhân        | Quang Tự  | 1882     | Kinh lịch               |
| Phí Dương Cổ | Tự Xương (绪昌)      | Vĩnh   | Phiên dịch Cử nhân | Gia Khánh | 1816     | Không xuất sĩ làm quan  |

### Phủ đệ
Dự vương phủ nằm ở một phố nhỏ phía Đông. Cổng chính rộng 5 gian, đại điện 5 gian, đông - tây mỗi bên có 5 gian đối xứng nhau, hậu điện 3 gian, phòng ngủ 7 gian. Ngoài ra đông - tây còn có 2 tiểu viện. Tổng thể mà nói thì diện tích tương đối nhỏ. Năm 1916, hậu duệ Dự vương phủ đem phủ đệ cùng với đất đai đều bán cho tập đoàn dầu mỏ The Rockefeller Foundation (洛克菲勒基金会) của Mỹ. Về sau, tại đây đã được xây dựng bệnh viện Hiệp Hòa. Hiện tại, chỉ còn hai tượng sư tử bằng đá trước cổng.

## Dự Thân vương Đại tông
Thứ tự thừa kế Dự vương phủ. Số năm lần lượt là năm sinh, năm thừa tước, năm mất; in đậm là khoảng thời gian thụ tước:
1. Dự Thông Thân vương Đa Đạc (多铎)
 1614 - 1636 - 1649
2. Tín Quận vương (Dự Tuyên Hoà Thân vương) Đa Ni (多尼)
 1636 - 1649 - 1661
3. Tín Quận vương (Truy phong Dự Thân vương) Ngạc Trát (卾扎)
 1655 - 1661 - 1702
4. Tín Quận vương Đổng Ngạch (董額)
 1647 - 1703 - 1706
5. Tín Quận vương (Dự Khác Thân vương) Đức Chiêu (德昭)
 1700 - 1706 - 1762
6. Tín Quận vương (Dự Khác Thân vương) Như Tùng (如松)
 1737 - 1762 - 1770
7. Dự Lương Thân vương Tu Linh (修龄)
 1749 - 1778 - 1786
8. Dĩ cách Dự Thân vương Dụ Phong (裕丰)
 1769 - 1786 - 1814 - 1833
9. Dĩ cách Dự Thân vương Dụ Hưng (裕兴)
 1772 - 1814 - 1820 - 1829
10. Dự Hậu Thân vương Dụ Toàn (裕全)
 1777 - 1820 - 1840
11. Dự Thận Thân vương Nghĩa Đạo (义道)
 1819 - 1841 - 1868
12. Dự Thành Thân vương Bổn Cách  (本格)
 1846 - 1868 - 1898
13. Dự Mẫn Thân vương Mậu Lâm (懋林)
 1892 - 1899 - 1913
14. Dự Thân vương Đoan Trấn (端鎮)
 1909 - 1913 - 1945 - 1962

## Dự Thân vương Tiểu tông
Dự vương phủ có một Tiểu tông đặc thù chính là con trai thứ năm của Phí Dương Cổ là Chiêm Bố, nguyên được phong Phụng ân Tướng quân. Chiêm Bố được Càn Long phái đến Thịnh Kinh lo liệu việc Tam lăng, về sau được ủy nhiệm ở lại Thịnh Kinh, con cháu thừa kế võng thế Phụng ân Tướng quân, tiếp tục lo liệu Tam lăng.
1. Phụng ân Tướng quân Chiêm Bố (詹布)
1674 - 1694 - 1744
2. Phụng ân Tướng quân Nhạc Hòa (岳和), con trai thứ 7 của Chiêm Bố
1720 - 1744 - 1781 - 1792
3. Phụng ân Tướng quân Tự Hằng (叙恆), con trai thứ 3 của Nhạc Hòa
1762 - 1781 - 1797
4. Phụng ân Tướng quân Sắc Khắc Tinh Ngạch (色克星額), con trai trưởng của Tự Hằng
1785 - 1798 - 1822
5. Phụng ân Tướng quân Cát Minh (吉明), con trai trưởng của Sắc Khắc Tinh Ngạch
1802 - 1822 - 1865
6. Phụng ân Tướng quân Văn Anh (文英), con trai duy nhất của Cát Khiêm - con trai thứ 2 của Sắc Khắc Tinh Ngạch
1833 - 1865 - 1884 - 1889
7. Phụng ân Tướng quân Dụ Thành (裕誠), con trai thứ hai của Văn Anh
1860 - 1885 - 1899

## Phả hệ Dự Thân vương
|                                                          |                                                          |                                                          |                                                          |                                                          |                                                          |  |  |                                                         |                                                         |                                                         |                                                         |                                                         |                                                         |  |  |                                                 |                                                 |                                                 |                                                 |                                                 |                                                 |  |  |                                                          |                                   |                                   |                                   | Quá kế                            |                                   |  |  |                                                             |                                                             |                                                             |                                                             |                                                             |                                                             |  |  |                               |                               |                               |                               |                               |                               |  |  |  |  |  |  |  |  |  |  |  |  |
|                                                          |                                                          |                                                          |                                                          |                                                          |                                                          |  |  |                                                         |                                                         |                                                         |                                                         |                                                         |                                                         |  |  | Dự Thông Thân vương Đa Đạc 1614 - 1636 - 1649   |                                                 |                                                 |                                                 |                                                 |                                                 |  |  |                                                          |                                   |                                   |                                   |                                   |                                   |  |  |                                                             |                                                             |                                                             |                                                             |                                                             |                                                             |  |  |                               |                               |                               |                               |                               |                               |  |  |  |  |  |  |  |  |  |  |  |  |
|                                                          |                                                          |                                                          |                                                          |                                                          |                                                          |  |  |                                                         |                                                         |                                                         |                                                         |                                                         |                                                         |  |  |                                                 |                                                 |                                                 |                                                 |                                                 |                                                 |  |  |                                                          |                                   |                                   |                                   |                                   |                                   |  |  |                                                             |                                                             |                                                             |                                                             |                                                             |                                                             |  |  |                               |                               |                               |                               |                               |                               |  |  |  |  |  |  |  |  |  |  |  |  |
|                                                          |                                                          |                                                          |                                                          |                                                          |                                                          |  |  |                                                         |                                                         |                                                         |                                                         |                                                         |                                                         |  |  |                                                 |                                                 |                                                 |                                                 |                                                 |                                                 |  |  |                                                          |                                   |                                   |                                   |                                   |                                   |  |  |                                                             |                                                             |                                                             |                                                             |                                                             |                                                             |  |  |                               |                               |                               |                               |                               |                               |  |  |  |  |  |  |  |  |  |  |  |  |
|                                                          |                                                          |                                                          |                                                          |                                                          |                                                          |  |  | Dự Tuyên Hoà Thân vương Đa Ni 1636 - 1649 - 1661        | Dự Tuyên Hoà Thân vương Đa Ni 1636 - 1649 - 1661        | Dự Tuyên Hoà Thân vương Đa Ni 1636 - 1649 - 1661        | Dự Tuyên Hoà Thân vương Đa Ni 1636 - 1649 - 1661        | Dự Tuyên Hoà Thân vương Đa Ni 1636 - 1649 - 1661        | Dự Tuyên Hoà Thân vương Đa Ni 1636 - 1649 - 1661        |  |  |                                                 |                                                 |                                                 |                                                 |                                                 |                                                 |  |  |                                                          |                                   |                                   |                                   |                                   |                                   |  |  | Đa Nhĩ Bác 1643 - 1672                                      | Đa Nhĩ Bác 1643 - 1672                                      | Đa Nhĩ Bác 1643 - 1672                                      | Đa Nhĩ Bác 1643 - 1672                                      | Đa Nhĩ Bác 1643 - 1672                                      | Đa Nhĩ Bác 1643 - 1672                                      |  |  | Đổng Ngạch 1647 - 1703 - 1706 | Đổng Ngạch 1647 - 1703 - 1706 | Đổng Ngạch 1647 - 1703 - 1706 | Đổng Ngạch 1647 - 1703 - 1706 | Đổng Ngạch 1647 - 1703 - 1706 | Đổng Ngạch 1647 - 1703 - 1706 |  |  |  |  |  |  |  |  |  |  |  |  |
|                                                          |                                                          |                                                          |                                                          |                                                          |                                                          |  |  | Dự Tuyên Hoà Thân vương Đa Ni 1636 - 1649 - 1661        | Dự Tuyên Hoà Thân vương Đa Ni 1636 - 1649 - 1661        | Dự Tuyên Hoà Thân vương Đa Ni 1636 - 1649 - 1661        | Dự Tuyên Hoà Thân vương Đa Ni 1636 - 1649 - 1661        | Dự Tuyên Hoà Thân vương Đa Ni 1636 - 1649 - 1661        | Dự Tuyên Hoà Thân vương Đa Ni 1636 - 1649 - 1661        |  |  |                                                 |                                                 |                                                 |                                                 |                                                 |                                                 |  |  |                                                          |                                   |                                   |                                   |                                   |                                   |  |  | Đa Nhĩ Bác 1643 - 1672                                      | Đa Nhĩ Bác 1643 - 1672                                      | Đa Nhĩ Bác 1643 - 1672                                      | Đa Nhĩ Bác 1643 - 1672                                      | Đa Nhĩ Bác 1643 - 1672                                      | Đa Nhĩ Bác 1643 - 1672                                      |  |  | Đổng Ngạch 1647 - 1703 - 1706 | Đổng Ngạch 1647 - 1703 - 1706 | Đổng Ngạch 1647 - 1703 - 1706 | Đổng Ngạch 1647 - 1703 - 1706 | Đổng Ngạch 1647 - 1703 - 1706 | Đổng Ngạch 1647 - 1703 - 1706 |  |  |  |  |  |  |  |  |  |  |  |  |
|                                                          |                                                          |                                                          |                                                          |                                                          |                                                          |  |  | Truy phong Dự Thân vương Ngạc Trát 1655 - 1661 - 1702   | Truy phong Dự Thân vương Ngạc Trát 1655 - 1661 - 1702   | Truy phong Dự Thân vương Ngạc Trát 1655 - 1661 - 1702   | Truy phong Dự Thân vương Ngạc Trát 1655 - 1661 - 1702   | Truy phong Dự Thân vương Ngạc Trát 1655 - 1661 - 1702   | Truy phong Dự Thân vương Ngạc Trát 1655 - 1661 - 1702   |  |  |                                                 |                                                 |                                                 |                                                 |                                                 |                                                 |  |  |                                                          |                                   |                                   |                                   |                                   |                                   |  |  | Truy phong Tín Quận vương Tô Nhĩ Phát (苏尔发) 1673 - 1708  | Truy phong Tín Quận vương Tô Nhĩ Phát (苏尔发) 1673 - 1708  | Truy phong Tín Quận vương Tô Nhĩ Phát (苏尔发) 1673 - 1708  | Truy phong Tín Quận vương Tô Nhĩ Phát (苏尔发) 1673 - 1708  | Truy phong Tín Quận vương Tô Nhĩ Phát (苏尔发) 1673 - 1708  | Truy phong Tín Quận vương Tô Nhĩ Phát (苏尔发) 1673 - 1708  |  |  |                               |                               |                               |                               |                               |                               |  |  |  |  |  |  |  |  |  |  |  |  |
|                                                          |                                                          |                                                          |                                                          |                                                          |                                                          |  |  | Truy phong Dự Thân vương Ngạc Trát 1655 - 1661 - 1702   | Truy phong Dự Thân vương Ngạc Trát 1655 - 1661 - 1702   | Truy phong Dự Thân vương Ngạc Trát 1655 - 1661 - 1702   | Truy phong Dự Thân vương Ngạc Trát 1655 - 1661 - 1702   | Truy phong Dự Thân vương Ngạc Trát 1655 - 1661 - 1702   | Truy phong Dự Thân vương Ngạc Trát 1655 - 1661 - 1702   |  |  |                                                 |                                                 |                                                 |                                                 |                                                 |                                                 |  |  |                                                          |                                   |                                   |                                   |                                   |                                   |  |  | Truy phong Tín Quận vương Tô Nhĩ Phát (苏尔发) 1673 - 1708  | Truy phong Tín Quận vương Tô Nhĩ Phát (苏尔发) 1673 - 1708  | Truy phong Tín Quận vương Tô Nhĩ Phát (苏尔发) 1673 - 1708  | Truy phong Tín Quận vương Tô Nhĩ Phát (苏尔发) 1673 - 1708  | Truy phong Tín Quận vương Tô Nhĩ Phát (苏尔发) 1673 - 1708  | Truy phong Tín Quận vương Tô Nhĩ Phát (苏尔发) 1673 - 1708  |  |  |                               |                               |                               |                               |                               |                               |  |  |  |  |  |  |  |  |  |  |  |  |
|                                                          |                                                          |                                                          |                                                          |                                                          |                                                          |  |  | Dự Khác Thân vương Đức Chiêu 1700 - 1706 - 1762         | Dự Khác Thân vương Đức Chiêu 1700 - 1706 - 1762         | Dự Khác Thân vương Đức Chiêu 1700 - 1706 - 1762         | Dự Khác Thân vương Đức Chiêu 1700 - 1706 - 1762         | Dự Khác Thân vương Đức Chiêu 1700 - 1706 - 1762         | Dự Khác Thân vương Đức Chiêu 1700 - 1706 - 1762         |  |  |                                                 |                                                 |                                                 |                                                 |                                                 |                                                 |  |  |                                                          |                                   |                                   |                                   |                                   |                                   |  |  | Truy phong Tín Quận vương Tắc Lặc (塞勒) 1680 - 1730        | Truy phong Tín Quận vương Tắc Lặc (塞勒) 1680 - 1730        | Truy phong Tín Quận vương Tắc Lặc (塞勒) 1680 - 1730        | Truy phong Tín Quận vương Tắc Lặc (塞勒) 1680 - 1730        | Truy phong Tín Quận vương Tắc Lặc (塞勒) 1680 - 1730        | Truy phong Tín Quận vương Tắc Lặc (塞勒) 1680 - 1730        |  |  |                               |                               |                               |                               |                               |                               |  |  |  |  |  |  |  |  |  |  |  |  |
|                                                          |                                                          |                                                          |                                                          |                                                          |                                                          |  |  | Dự Khác Thân vương Đức Chiêu 1700 - 1706 - 1762         | Dự Khác Thân vương Đức Chiêu 1700 - 1706 - 1762         | Dự Khác Thân vương Đức Chiêu 1700 - 1706 - 1762         | Dự Khác Thân vương Đức Chiêu 1700 - 1706 - 1762         | Dự Khác Thân vương Đức Chiêu 1700 - 1706 - 1762         | Dự Khác Thân vương Đức Chiêu 1700 - 1706 - 1762         |  |  |                                                 |                                                 |                                                 |                                                 |                                                 |                                                 |  |  |                                                          |                                   |                                   |                                   |                                   |                                   |  |  | Truy phong Tín Quận vương Tắc Lặc (塞勒) 1680 - 1730        | Truy phong Tín Quận vương Tắc Lặc (塞勒) 1680 - 1730        | Truy phong Tín Quận vương Tắc Lặc (塞勒) 1680 - 1730        | Truy phong Tín Quận vương Tắc Lặc (塞勒) 1680 - 1730        | Truy phong Tín Quận vương Tắc Lặc (塞勒) 1680 - 1730        | Truy phong Tín Quận vương Tắc Lặc (塞勒) 1680 - 1730        |  |  |                               |                               |                               |                               |                               |                               |  |  |  |  |  |  |  |  |  |  |  |  |
|                                                          |                                                          |                                                          |                                                          |                                                          |                                                          |  |  |                                                         |                                                         |                                                         |                                                         |                                                         |                                                         |  |  |                                                 |                                                 |                                                 |                                                 |                                                 |                                                 |  |  |                                                          |                                   |                                   |                                   |                                   |                                   |  |  |                                                             |                                                             |                                                             |                                                             |                                                             |                                                             |  |  |                               |                               |                               |                               |                               |                               |  |  |  |  |  |  |  |  |  |  |  |  |
|                                                          |                                                          |                                                          |                                                          |                                                          |                                                          |  |  | Dự Lương Thân vương Tu Linh 1750 - 1778 - 1786          | Dự Lương Thân vương Tu Linh 1750 - 1778 - 1786          | Dự Lương Thân vương Tu Linh 1750 - 1778 - 1786          | Dự Lương Thân vương Tu Linh 1750 - 1778 - 1786          | Dự Lương Thân vương Tu Linh 1750 - 1778 - 1786          | Dự Lương Thân vương Tu Linh 1750 - 1778 - 1786          |  |  |                                                 |                                                 |                                                 |                                                 |                                                 |                                                 |  |  | Hưng Linh (興齡) 1726 - 1775                             | Hưng Linh (興齡) 1726 - 1775      | Hưng Linh (興齡) 1726 - 1775      | Hưng Linh (興齡) 1726 - 1775      | Hưng Linh (興齡) 1726 - 1775      | Hưng Linh (興齡) 1726 - 1775      |  |  | Truy phong Tín Quận vương Công Nghi Bố (功宜布) 1714 - 1746 | Truy phong Tín Quận vương Công Nghi Bố (功宜布) 1714 - 1746 | Truy phong Tín Quận vương Công Nghi Bố (功宜布) 1714 - 1746 | Truy phong Tín Quận vương Công Nghi Bố (功宜布) 1714 - 1746 | Truy phong Tín Quận vương Công Nghi Bố (功宜布) 1714 - 1746 | Truy phong Tín Quận vương Công Nghi Bố (功宜布) 1714 - 1746 |  |  |                               |                               |                               |                               |                               |                               |  |  |  |  |  |  |  |  |  |  |  |  |
|                                                          |                                                          |                                                          |                                                          |                                                          |                                                          |  |  | Dự Lương Thân vương Tu Linh 1750 - 1778 - 1786          | Dự Lương Thân vương Tu Linh 1750 - 1778 - 1786          | Dự Lương Thân vương Tu Linh 1750 - 1778 - 1786          | Dự Lương Thân vương Tu Linh 1750 - 1778 - 1786          | Dự Lương Thân vương Tu Linh 1750 - 1778 - 1786          | Dự Lương Thân vương Tu Linh 1750 - 1778 - 1786          |  |  |                                                 |                                                 |                                                 |                                                 |                                                 |                                                 |  |  | Hưng Linh (興齡) 1726 - 1775                             | Hưng Linh (興齡) 1726 - 1775      | Hưng Linh (興齡) 1726 - 1775      | Hưng Linh (興齡) 1726 - 1775      | Hưng Linh (興齡) 1726 - 1775      | Hưng Linh (興齡) 1726 - 1775      |  |  | Truy phong Tín Quận vương Công Nghi Bố (功宜布) 1714 - 1746 | Truy phong Tín Quận vương Công Nghi Bố (功宜布) 1714 - 1746 | Truy phong Tín Quận vương Công Nghi Bố (功宜布) 1714 - 1746 | Truy phong Tín Quận vương Công Nghi Bố (功宜布) 1714 - 1746 | Truy phong Tín Quận vương Công Nghi Bố (功宜布) 1714 - 1746 | Truy phong Tín Quận vương Công Nghi Bố (功宜布) 1714 - 1746 |  |  |                               |                               |                               |                               |                               |                               |  |  |  |  |  |  |  |  |  |  |  |  |
|                                                          |                                                          |                                                          |                                                          |                                                          |                                                          |  |  |                                                         |                                                         |                                                         |                                                         |                                                         |                                                         |  |  |                                                 |                                                 |                                                 |                                                 |                                                 |                                                 |  |  |                                                          |                                   |                                   |                                   |                                   |                                   |  |  |                                                             |                                                             |                                                             |                                                             |                                                             |                                                             |  |  |                               |                               |                               |                               |                               |                               |  |  |  |  |  |  |  |  |  |  |  |  |
| Dĩ Cách Dự Thân vương Dụ Phong 1769 - 1786 - 1814 - 1833 | Dĩ Cách Dự Thân vương Dụ Phong 1769 - 1786 - 1814 - 1833 | Dĩ Cách Dự Thân vương Dụ Phong 1769 - 1786 - 1814 - 1833 | Dĩ Cách Dự Thân vương Dụ Phong 1769 - 1786 - 1814 - 1833 | Dĩ Cách Dự Thân vương Dụ Phong 1769 - 1786 - 1814 - 1833 | Dĩ Cách Dự Thân vương Dụ Phong 1769 - 1786 - 1814 - 1833 |  |  | Dĩ Cách Dự Thân vương Dụ Hưng 1772 - 1814 - 1820 - 1829 | Dĩ Cách Dự Thân vương Dụ Hưng 1772 - 1814 - 1820 - 1829 | Dĩ Cách Dự Thân vương Dụ Hưng 1772 - 1814 - 1820 - 1829 | Dĩ Cách Dự Thân vương Dụ Hưng 1772 - 1814 - 1820 - 1829 | Dĩ Cách Dự Thân vương Dụ Hưng 1772 - 1814 - 1820 - 1829 | Dĩ Cách Dự Thân vương Dụ Hưng 1772 - 1814 - 1820 - 1829 |  |  | Dự Hậu Thân vương Dụ Toàn 1777 - 1820 - 1840    | Dự Hậu Thân vương Dụ Toàn 1777 - 1820 - 1840    | Dự Hậu Thân vương Dụ Toàn 1777 - 1820 - 1840    | Dự Hậu Thân vương Dụ Toàn 1777 - 1820 - 1840    | Dự Hậu Thân vương Dụ Toàn 1777 - 1820 - 1840    | Dự Hậu Thân vương Dụ Toàn 1777 - 1820 - 1840    |  |  | Minh Tường A (明祥阿) 1770 - 1814                        | Minh Tường A (明祥阿) 1770 - 1814 | Minh Tường A (明祥阿) 1770 - 1814 | Minh Tường A (明祥阿) 1770 - 1814 | Minh Tường A (明祥阿) 1770 - 1814 | Minh Tường A (明祥阿) 1770 - 1814 |  |  | Dự Khác Thân vương Như Tùng 1737 - 1762 - 1770              | Dự Khác Thân vương Như Tùng 1737 - 1762 - 1770              | Dự Khác Thân vương Như Tùng 1737 - 1762 - 1770              | Dự Khác Thân vương Như Tùng 1737 - 1762 - 1770              | Dự Khác Thân vương Như Tùng 1737 - 1762 - 1770              | Dự Khác Thân vương Như Tùng 1737 - 1762 - 1770              |  |  |                               |                               |                               |                               |                               |                               |  |  |  |  |  |  |  |  |  |  |  |  |
| Dĩ Cách Dự Thân vương Dụ Phong 1769 - 1786 - 1814 - 1833 | Dĩ Cách Dự Thân vương Dụ Phong 1769 - 1786 - 1814 - 1833 | Dĩ Cách Dự Thân vương Dụ Phong 1769 - 1786 - 1814 - 1833 | Dĩ Cách Dự Thân vương Dụ Phong 1769 - 1786 - 1814 - 1833 | Dĩ Cách Dự Thân vương Dụ Phong 1769 - 1786 - 1814 - 1833 | Dĩ Cách Dự Thân vương Dụ Phong 1769 - 1786 - 1814 - 1833 |  |  | Dĩ Cách Dự Thân vương Dụ Hưng 1772 - 1814 - 1820 - 1829 | Dĩ Cách Dự Thân vương Dụ Hưng 1772 - 1814 - 1820 - 1829 | Dĩ Cách Dự Thân vương Dụ Hưng 1772 - 1814 - 1820 - 1829 | Dĩ Cách Dự Thân vương Dụ Hưng 1772 - 1814 - 1820 - 1829 | Dĩ Cách Dự Thân vương Dụ Hưng 1772 - 1814 - 1820 - 1829 | Dĩ Cách Dự Thân vương Dụ Hưng 1772 - 1814 - 1820 - 1829 |  |  | Dự Hậu Thân vương Dụ Toàn 1777 - 1820 - 1840    | Dự Hậu Thân vương Dụ Toàn 1777 - 1820 - 1840    | Dự Hậu Thân vương Dụ Toàn 1777 - 1820 - 1840    | Dự Hậu Thân vương Dụ Toàn 1777 - 1820 - 1840    | Dự Hậu Thân vương Dụ Toàn 1777 - 1820 - 1840    | Dự Hậu Thân vương Dụ Toàn 1777 - 1820 - 1840    |  |  | Minh Tường A (明祥阿) 1770 - 1814                        | Minh Tường A (明祥阿) 1770 - 1814 | Minh Tường A (明祥阿) 1770 - 1814 | Minh Tường A (明祥阿) 1770 - 1814 | Minh Tường A (明祥阿) 1770 - 1814 | Minh Tường A (明祥阿) 1770 - 1814 |  |  | Dự Khác Thân vương Như Tùng 1737 - 1762 - 1770              | Dự Khác Thân vương Như Tùng 1737 - 1762 - 1770              | Dự Khác Thân vương Như Tùng 1737 - 1762 - 1770              | Dự Khác Thân vương Như Tùng 1737 - 1762 - 1770              | Dự Khác Thân vương Như Tùng 1737 - 1762 - 1770              | Dự Khác Thân vương Như Tùng 1737 - 1762 - 1770              |  |  |                               |                               |                               |                               |                               |                               |  |  |  |  |  |  |  |  |  |  |  |  |
|                                                          |                                                          |                                                          |                                                          |                                                          |                                                          |  |  |                                                         |                                                         |                                                         |                                                         |                                                         |                                                         |  |  | Dự Thận Thân vương Nghĩa Đạo 1819 - 1841 - 1868 | Dự Thận Thân vương Nghĩa Đạo 1819 - 1841 - 1868 | Dự Thận Thân vương Nghĩa Đạo 1819 - 1841 - 1868 | Dự Thận Thân vương Nghĩa Đạo 1819 - 1841 - 1868 | Dự Thận Thân vương Nghĩa Đạo 1819 - 1841 - 1868 | Dự Thận Thân vương Nghĩa Đạo 1819 - 1841 - 1868 |  |  | Ẩn Thuỵ (恩瑞) 1797 - 1850                               | Ẩn Thuỵ (恩瑞) 1797 - 1850        | Ẩn Thuỵ (恩瑞) 1797 - 1850        | Ẩn Thuỵ (恩瑞) 1797 - 1850        | Ẩn Thuỵ (恩瑞) 1797 - 1850        | Ẩn Thuỵ (恩瑞) 1797 - 1850        |  |  |                                                             |                                                             |                                                             |                                                             |                                                             |                                                             |  |  |                               |                               |                               |                               |                               |                               |  |  |  |  |  |  |  |  |  |  |  |  |
|                                                          |                                                          |                                                          |                                                          |                                                          |                                                          |  |  |                                                         |                                                         |                                                         |                                                         |                                                         |                                                         |  |  | Dự Thận Thân vương Nghĩa Đạo 1819 - 1841 - 1868 | Dự Thận Thân vương Nghĩa Đạo 1819 - 1841 - 1868 | Dự Thận Thân vương Nghĩa Đạo 1819 - 1841 - 1868 | Dự Thận Thân vương Nghĩa Đạo 1819 - 1841 - 1868 | Dự Thận Thân vương Nghĩa Đạo 1819 - 1841 - 1868 | Dự Thận Thân vương Nghĩa Đạo 1819 - 1841 - 1868 |  |  | Ẩn Thuỵ (恩瑞) 1797 - 1850                               | Ẩn Thuỵ (恩瑞) 1797 - 1850        | Ẩn Thuỵ (恩瑞) 1797 - 1850        | Ẩn Thuỵ (恩瑞) 1797 - 1850        | Ẩn Thuỵ (恩瑞) 1797 - 1850        | Ẩn Thuỵ (恩瑞) 1797 - 1850        |  |  |                                                             |                                                             |                                                             |                                                             |                                                             |                                                             |  |  |                               |                               |                               |                               |                               |                               |  |  |  |  |  |  |  |  |  |  |  |  |
|                                                          |                                                          |                                                          |                                                          |                                                          |                                                          |  |  |                                                         |                                                         |                                                         |                                                         |                                                         |                                                         |  |  | Dự Thành Thân vương Bổn Cách 1846 - 1868 - 1898 | Dự Thành Thân vương Bổn Cách 1846 - 1868 - 1898 | Dự Thành Thân vương Bổn Cách 1846 - 1868 - 1898 | Dự Thành Thân vương Bổn Cách 1846 - 1868 - 1898 | Dự Thành Thân vương Bổn Cách 1846 - 1868 - 1898 | Dự Thành Thân vương Bổn Cách 1846 - 1868 - 1898 |  |  | Thịnh Chiếu (盛照) 1847 - ?                              | Thịnh Chiếu (盛照) 1847 - ?       | Thịnh Chiếu (盛照) 1847 - ?       | Thịnh Chiếu (盛照) 1847 - ?       | Thịnh Chiếu (盛照) 1847 - ?       | Thịnh Chiếu (盛照) 1847 - ?       |  |  |                                                             |                                                             |                                                             |                                                             |                                                             |                                                             |  |  |                               |                               |                               |                               |                               |                               |  |  |  |  |  |  |  |  |  |  |  |  |
|                                                          |                                                          |                                                          |                                                          |                                                          |                                                          |  |  |                                                         |                                                         |                                                         |                                                         |                                                         |                                                         |  |  | Dự Thành Thân vương Bổn Cách 1846 - 1868 - 1898 | Dự Thành Thân vương Bổn Cách 1846 - 1868 - 1898 | Dự Thành Thân vương Bổn Cách 1846 - 1868 - 1898 | Dự Thành Thân vương Bổn Cách 1846 - 1868 - 1898 | Dự Thành Thân vương Bổn Cách 1846 - 1868 - 1898 | Dự Thành Thân vương Bổn Cách 1846 - 1868 - 1898 |  |  | Thịnh Chiếu (盛照) 1847 - ?                              | Thịnh Chiếu (盛照) 1847 - ?       | Thịnh Chiếu (盛照) 1847 - ?       | Thịnh Chiếu (盛照) 1847 - ?       | Thịnh Chiếu (盛照) 1847 - ?       | Thịnh Chiếu (盛照) 1847 - ?       |  |  |                                                             |                                                             |                                                             |                                                             |                                                             |                                                             |  |  |                               |                               |                               |                               |                               |                               |  |  |  |  |  |  |  |  |  |  |  |  |
|                                                          |                                                          |                                                          |                                                          |                                                          |                                                          |  |  |                                                         |                                                         |                                                         |                                                         |                                                         |                                                         |  |  |                                                 |                                                 |                                                 |                                                 |                                                 |                                                 |  |  |                                                          |                                   |                                   |                                   |                                   |                                   |  |  |                                                             |                                                             |                                                             |                                                             |                                                             |                                                             |  |  |                               |                               |                               |                               |                               |                               |  |  |  |  |  |  |  |  |  |  |  |  |
|                                                          |                                                          |                                                          |                                                          |                                                          |                                                          |  |  |                                                         |                                                         |                                                         |                                                         |                                                         |                                                         |  |  |                                                 |                                                 |                                                 |                                                 |                                                 |                                                 |  |  | Dự Mẫn Thân vương Mậu Lâm 1892 - 1900 - 1913             |                                   |                                   |                                   |                                   |                                   |  |  |                                                             |                                                             |                                                             |                                                             |                                                             |                                                             |  |  |                               |                               |                               |                               |                               |                               |  |  |  |  |  |  |  |  |  |  |  |  |
|                                                          |                                                          |                                                          |                                                          |                                                          |                                                          |  |  |                                                         |                                                         |                                                         |                                                         |                                                         |                                                         |  |  |                                                 |                                                 |                                                 |                                                 |                                                 |                                                 |  |  |                                                          |                                   |                                   |                                   |                                   |                                   |  |  |                                                             |                                                             |                                                             |                                                             |                                                             |                                                             |  |  |                               |                               |                               |                               |                               |                               |  |  |  |  |  |  |  |  |  |  |  |  |
|                                                          |                                                          |                                                          |                                                          |                                                          |                                                          |  |  |                                                         |                                                         |                                                         |                                                         |                                                         |                                                         |  |  |                                                 |                                                 |                                                 |                                                 |                                                 |                                                 |  |  | Dự Thân vương Đoan Trấn (端镇) 1909 - 1913 - 1945 - 1962 |                                   |                                   |                                   |                                   |                                   |  |  |                                                             |                                                             |                                                             |                                                             |                                                             |                                                             |  |  |                               |                               |                               |                               |                               |                               |  |  |  |  |  |  |  |  |  |  |  |  |